# ویکتور موروزوف
ویکتور موروزوف (اوکراینی: Віктор Морозов؛ زادهٔ ۱۵ ژوئن ۱۹۵۰) خواننده، و آهنگساز اهل اوکراین است.